# Kunburudhoo (Haa Dhaalu-atol)
Kunburudhoo (Dhivehi: ކުނބުރުދޫ) is een van de bewoonde eilanden van het Haa Dhaalu-atol behorende tot de Maldiven.

## Demografie
Kunburudhoo telt (stand maart 2007) 168 vrouwen en 172 mannen.